# Tarphius pomboi
Tarphius pomboi es una especie de coleóptero de la familia Zopheridae.

## Distribución geográfica
Habita en las  islas Azores (Portugal).